# 大久保麻梨子
大久保麻梨子（日语：大久保 麻梨子，1984年9月7日—），漢名盧禹薇，曾用藝名大久保麻理子，出生於日本長崎縣，原為寫真偶像，現今在台灣從事演員以及其他藝能活動。

## 人物
出身於日本長崎縣佐世保市。小學時代跟隨父親轉職到福岡縣居住，樣貌中性，曾是棒球校隊投手，學生時代則是在兵庫縣度過。於2003年在神戶市被星探發掘出道。
2003年，參加三洋物產公司所舉辦的「Sea Story Audition 2003 探尋瑪琳小姐！！」活動選拔中脫穎而出，擔任彈珠機「CR大海物語」代言人，並從此開啟寫真女星的生涯。
2008年，再度轉換經紀公司、取同音藝名「大久保麻理子」，並脫離寫真女星身分，改以演員活動為主。
2010年，來台灣四天三夜的旅遊，第二晚就有想住在台灣的念頭。經過和經紀公司總經理一番懇談後，在2011年3月結束與經紀公司的關係。並在之後來到台灣轉型成為全方位發展藝人。
2011年-2012年間，在台苦讀中文，並使用本名「大久保麻梨子」活動，以模特兒身分接演廣告和代言為主。
2013年，接演戲劇公視《愛情替聲》，即一舉於年底奪得第48屆金鐘獎迷你劇集／電視電影女配角獎，但一直支持她的外婆也在隔天因病離世。喪期結束回台後，開始定期為Bimajin網站撰寫專欄，以中日雙語方式介紹麻梨子眼中的台灣。
2014年，9月開始成為雜誌「潮人物」月刊連載作家，介紹台灣各地特色與景點。出演在台首部電視劇-台視「幸福不二家」。
2015年，承認跟圈外台灣男友盧德張交往。
2016年11月16日，透過經紀公司對外宣布與交往一年的圈外男友盧德張登記結婚，從夫姓並登記了正式中文名「盧禹薇」，2017年春季舉行正式婚禮。因覺得「盧麻梨子」聽起來怪怪的，詢問過經紀人後決定取中文名字，「禹」有家庭的意思，「薇」是薔薇，又很喜歡薔薇、玫瑰花，名字意即在台灣有個家、像一朵盛開的花朵。
2020年8月6日，獲得中華民國永久居留證。

## 主持作品

### 電視節目
- 男女糾察隊（朝日電視台）
- 多虧有隧道二人組（富士電視台）
- 秋刀魚御殿（NNS）
- 世界BARIBARI★VALUE（每日電視台）
- 活寶遊台灣（國興衛視、日本鬱金香電視台）
- 週遊JAPAN(第5、7集)（2018年10月14日、28日／華視）-主持
- 魅力妻in Taiwan（2019年4月1日-／國興衛視）-主持
- 台灣旅手帖（2021年8月19日-／靖天電視台）-主持

## 演出作品

### 電視劇

#### 日本
- 獸拳戰隊激氣連者 第22集（2007年／TV朝日）飾演「南北Alice」
- 夢象成真（2008年／日本TV+讀賣TV）飾演「池上Luna」
- 被迫歸來33分鐘偵探（2009年／富士電視台）飾演「武田由紀子」
- 天生妙手（2009年／TBS）飾演「長谷川香織」
- 孤獨的美食家第五季 第四集（2015年／東京電視台）客串飾演「山村貴子」

#### 台灣
- 內衣少女 (微電影)（2012年／台灣壹電視）飾演“Amour”
- 愛情替聲（2012年／台灣公視）飾演「久美子」[7]
- 幸福不二家（2016年／台灣台視）飾演「松坂七海」[12]
- 愛我請回頭（2016年／台灣緯來）飾演「王瑛瑛」
- 我是顧家男（2019年／台灣台視）飾演 湯穎
- 四月望雨-雨夜花（2020年／台灣台視）飾演 倉田美雪
- 多美的結（2021年／台灣公視）飾演 多美母親
- 一家團圓（2022年／台灣三立台灣台）飾演 賭場荷官
- 靈魂約定（2025年／台灣三立）飾演  Hana

### 電影

#### 日本
- 官能小說（2007年／坂牧良太導演）飾演「藤森彩」（主角）
- SS-Special Stage（2008年／小林義則導演）飾演「奈津美」
- 玩命筆仙 - 真實恐怖事件簿（2007年／福田陽平導演）（主角）
- 廢校（2005年／釣田泰導演）

#### 台灣
- 黯淡的月（2014 ／辛建宗導演）
- 澤水困（2017 ／辛建宗導演）
- 地圖的盡頭（2017 ／張志勇導演）
- 血觀音（2017 ／楊雅喆導演）飾演 「藤原聖子」（議員夫人）

### 微電影
- 桂冠：愛。每天都需要加溫！（關於愛情的溫度）（2011年）
- 第一杯咖啡（2021年）

### 舞台劇

#### 台灣
- 時光の手箱：我的阿爸和卡桑（2019年/2022年/2024年）飾演「一青和枝」（主角）

### MV
- 冬天幻想／（Acid Black Cherry）
- 一朵雪片／（PaniCrew）
- 會過去的(梁靜茹)
- 分手分手(蘇永康)

## 廣告代言

### 日本
- WATABE WEDDING
- MAX集團
- 三洋物產
- 姬路CENTRAL PARK（遊樂園）

### 台灣
- 新光人壽（2011年）
- 7-11 御飯糰-插秧篇（2011年）
- 黑人牙膏 言承旭篇（2011年）[7]
- 聲寶 冰箱（2011年）
- 聲寶 冷氣（2011年）
- 南光化學製藥 胃藥 吉胃福適錠（2013年）[13]
- 嘉義縣瑞里紫藤花季代言人 (2014年)
- 世界盃足球賽揭幕記者會嘉賓 (2014年)
- 樂天Super Bag夏日對策大使 (2014年)
- 瞧夫公仔彩繪公益活動 (2014年)
- 咖哩本色 (2014年)
- KIN洗髮精証言活動 (2014年)
- Panasonic變頻空調日本同步篇（2016年）
- 菠啾野草水代言（2016年）
- OWNDAYS眼鏡代言（2016年）
- 杜蕾斯Durex衛生套（2017年）
- 3M無痕生活美學代言（2019年）[14]
- 船井生醫 醫朵系列食品與健康食品代言（2019年）
- 華山川房屋代言（2021年）
- 「和心酒藏」代言人（2022年）

## 出版作品

### 寫真集
- Relaxing（2006／攝影：渡邊達生／小學館）ISBN 4091030491
- 對不起，麻梨子。（2006／攝影：栗山秀作／Wani Books）ISBN 4847029585
- 月刊大久保麻梨子（2007／新潮社）ISBN 978-4-10-790173-6
- FINAL CUT（2008／小學館）ISBN 978-4-09-103061-0

## 節目通告

### 台灣
- 型男大主廚
- 瘋神無雙
- 天天樂財神
- 我們都來了
- WTO姐妹會
- 閨蜜愛旅行（搭檔蔡黃汝）
- 飢餓遊戲

## 獎項紀錄

### 金鐘獎
| 年份   | 頒獎典禮     | 獎項                       | 作品                      | 角色   | 結果 |
| ------ | ------------ | -------------------------- | ------------------------- | ------ | ---- |
| 2013年 | 第48屆金鐘獎 | 迷你劇集／電視電影女配角獎 | 公視人生劇展—《愛情替聲》 | 久美子 | 獲獎 |

## 外部連結
- http://ameblo.jp/marilog0907/ （页面存档备份，存于）
- 大久保麻梨子 Okubo Mariko的Facebook專頁
- 大久保麻梨子の台湾生活 YOUTOBE頻道 （页面存档备份，存于）
- 大久保麻梨子的X（前Twitter）
- 大久保麻梨子的Instagram帳戶
- 大久保麻梨子的新浪微博
- MARIKO的美麗台湾
- MARIKOの美麗台湾 （页面存档备份，存于）